# Mirla Castellanos
Mirla Josefina Castellanos Peñaloza (Valencia; 31 de marzo de 1941), más conocida como Mirla Castellanos, es una cantante, actriz, locutora y presentadora venezolana, conocida en Venezuela, América y Europa como la Primerísima, apodo que le otorgaron Luis Guillermo González y Ricardo Tirado y que popularizó el animador y productor de televisión Renny Ottolina. En Venezuela es una de las figuras artísticas más emblemáticas y pioneras en la internacionalización musical de Venezuela desde 1961; Castellanos fue una estrella icono de la televisión venezolana de la década de los 70 cuando protagonizó el emblemático show Él y Ella junto a su para entonces esposo Miguel Ángel Landa. Ha vendido más de 13 millones de copias de sus discos en el mundo.

## Biografía

### Inicios
Fue hija de una ama de casa valenciana llamada Carmen Aurora Peñaloza, cuyo hogar era modesto. Su padre biológico la abandonó siendo aún niña y más tarde, su madre contraería matrimonio con un barbero oriundo del estado Yaracuy llamado Pedro Castellanos quien la adoptó y le dio su apellido.
Su influencia inicial en la música, fue su madre, quien solía cantar los temas que escuchaba en la radio. Las únicas emisoras de Valencia, en ese momento, eran Radio Valencia y La Voz de Carabobo. A la futura artista, en su niñez, le gustaba esa emisora por un programa dominical infantil que producía y presentaba el locutor Emilio Griffith La Cruz. Su madre la llevó en más de una ocasión a cantar en ese espacio radial. A los siete años empieza su educación primaria en su ciudad. 
A los quince, siendo estudiante de secundaria, conoce en la estación radial Radio América a la joven vocalista venezolana Olga Teresa Machado, de quien se convierte en amiga. Castellanos le habló de sus habilidades como cantante aficionada y Machado al oír a la joven intérprete la anima a vivir en Caracas, donde podría hallar oportunidades para iniciar carrera como vocalista y ofreciéndole su ayuda. 
Ya mudada a Caracas, en 1960 hizo una aparición como solista en el programa del canal venezolano RCTV llamado El Show de Saume, del locutor Víctor Saume Carreño. Ese día lució un traje y zapatos prestados. Luego comenzó a cantar en un programa del canal televisivo Televisa el cual se transformaría en Venevisión. Más tarde, comenzó a trabajar como secretaria y telefonista en la radioemisora caraqueña Radio Continente. 
La joven intérprete se convierte en madre de familia y tiene al primero de sus hijos, Hugo Daniel Castellanos. Luego de regresar de su período postnatal, la contrata el locutor y productor radial Oswaldo Yepes. Yepes conversó entonces con su amigo, el cantautor venezolano Luis Cruz quien le expuso su proyecto de convertir su trío "Los Latinos" en cuarteto con una voz femenina. El locutor le presentó a Castellanos para que le hiciera una prueba de talento, la cual aprobó formándose así el cuarteto "Los Naipes". Durante su permanencia en la agrupación solo hizo presentaciones, puesto que "Los Naipes" no consiguieron un contrato discográfico por esa época.
El 25 de abril de 1961, con motivo de la entrega del galardón Disco de Oro, Mirla Castellanos vuelve a debutar como solista. Tal como contó la propia artista, por razones profesionales, el resto de los integrantes de "Los Naipes" a excepción suya no podían actuar esa noche durante dicho acto. 
Sin embargo, Mirla Castellanos se decidió a actuar como solista con un conjunto sencillo de piano y ritmos, impulsada por Oswaldo Yepes, quien aclaró ante el público presente que la joven artista se presentaba en forma improvisada, por si algo fallaba. Su actuación fue premiada con muchos aplausos y Yepes se convierte así en su padrino artístico, encargándose de su tutela artística el ya retirado actor y barítono venezolano Eduardo Lanz, quien se dedicaba a la docencia musical en ese tiempo. Su presentación se convertiría en su paso definitivo como solista, firmando su primer contrato discográfico con la organización Hit Parade de Venezuela, el mismo año de 1961. 
Su primera producción, fue titulada Cante con Mirla. Debido a la falta de recursos económicos se decidió que la cantante grabara 10 temas y 2 de ellos quedaron solo con la pista musical, que fueron destinados para que los oyentes trataran de seguir el estilo de la novel intérprete. Fue respaldada por Luis Cruz, su antiguo compañero de "Los Naipes" con un tema de su autoría y con los arreglos del músico venezolano Humberto Suárez.
Al año siguiente, en 1962, ante el éxito de su primera producción, la empresa discográfica Producciones Velvet, propietaria del sello Velvet, le hace firmar un nuevo contrato y graba así el álbum "Así es Mirla" que consigue buena acogida. A partir de ese momento, despegó su carrera y empezó a ganar diversos premios lo que hizo que la gerencia de la empresa discográfica prorrogara el contrato de la artista y realizara nuevas producciones para este sello.
En 1966 incursiona en la actuación, interviniendo en la comedia musical de RCTV "Cantando llega el amor", junto a Mirtha Pérez y José Luis Rodríguez.
Junto a su primer esposo Miguel Ángel Landa, Mirla inicia en 1971, luego de su llegada de México, el exitoso programa de televisión: Él y Ella, transmitido por RCTV y que gozó de mucho éxito hasta 1975. Este programa con tono humorístico, sirvió de gran herramienta para el matrimonio Landa Castellanos. Como parte de su primera gira Internacional, Mirla y Landa recibieron en este espacio al cantautor mexicano Juan Gabriel.

### La etapa de los festivales
Debuta en el Festival de la Canción de San Remo de 1968, aun cuando el tema que interpretó a dúo con Domenico Modugno titulado "Meraviglioso" no clasificó en la preselección, su estadía en Italia le sirvió para aprender el idioma. Como señaló el periodista Aquilino José Mata, Castellanos grabó en la ciudad de Milán su único LP en idioma italiano que fue editado en Venezuela bajo el título "Mirla Castellanos en Italia" respaldada por el músico, orquestador y compositor Tulio Gallo. De este álbum, realizaría una versión española usando la pista orquestal original.
Decidida a emprender su internacionalización, se traslada a España a finales de la década de 1960 para participar en la Gala n.º 11 del Festival Internacional de la Canción de Benidorm. Castellanos gana dicho festival en 1969, con un tema del compositor español Manuel Alejandro titulado "Ese día llegará", victoria que da inicio a una etapa de éxito e internacionalización de la cantante por diversas partes del mundo. La artista obtiene el segundo en el "Sexto Festival Internacional de la Canción de Mallorca", con el tema "Oh Dany, Oh Dany" de la compositora española Josefina de Attard y Tello, además en 1969 estrena el tema "El Abuelo" del cantautor argentino Alberto Cortez, canción llamada en ocasiones por la misma Mirla su "Caballito de batalla", ya que tuvo un gran éxito y aceptación, por lo cual nunca dejó de cantarla en ninguna presentación y concierto.
En 1970 representa a Venezuela en la Olimpíada de la Canción de Atenas con "Balada a Papillón", del compositor Aldemaro Romero, ese mismo año, Mirla Castellanos regresa a Venezuela, donde es recibida con honores, por traer a Venezuela el primer triunfo internacional relacionado con la música. Ese año, Mirla Castellanos participa en el II Festival de la Canción Latina, en México con el tema "Con los brazos cruzados" obteniendo el segundo lugar, llevándose la victoria la representante de Brasil, Claudia Brasil con el tema "Cançao de Amor e Paz" y el tercer lugar para el cantante mexicano José José con el tema "El triste", que luego de la celebración del Festival, dio unas polémicas declaraciones en una rueda de prensa en su país natal, donde aseguraba que la artista venezolana debió ser y era la real ganadora del Festival.
En 1971, participa en el "Primer Festival de la Onda Nueva", organizado por el músico y compositor Aldemaro Romero ganando el primer premio con otro tema de Manuel Alejandro, titulado "Fango", grabado posteriormente por el grupo "Aldemaro Romero y su Onda Nueva". En 1972, consigue el cuarto lugar en el Festival de la OTI celebrado en España y en 1975, consigue el tercer lugar en el Festival de la OTI celebrado en Puerto Rico, con la canción “Soy como el viento, soy como el mar” del cantautor español Luisito Rey, cerrando así su participación en festivales de música.

### Carrera posterior
En 1964 participa en el elenco de película puertorriqueña "Puerto Rico en Carnaval", donde es acompañada por artistas como Germán Valdés "Tin Tan", Nena Acevedo, Ofelia D´Acosta y Chucho Avellanet. Posteriormente, gracias al apoyo de programas de televisión como El Show De Renny, del presentador y productor de TV, Renny Ottolina de RCTV, y Sábado Sensacional de Venevisión, canal con el que tiene firmado un contrato continuo desde 1977 hasta la actualidad, incrementa su fama en las décadas de 1970 y 1980, realizando su primera presentación en Nueva York en el Chateau Madrid en 1976. 
Es durante los años 1970 que los ejecutivos de RCTV, Luis Guillermo González y Ricardo Tirado bautizan a la artista como La Primerísima, título que hoy en día sigue portando, debido a los reconocimientos nacionales e internacionales que hasta ese momento la cantante había logrado.
En 1996 se une a cinco grandes estrellas: Estelita del LLano, Mirtha Pérez, Neida Perdomo, Mirna Ríos y Floria Márquez, formando un grupo llamado "Las Seis en Grande", convirtiéndose en el mejor espectáculo del país y ganándose el "Premio Fundación Casa del Artista", el cual es otorgado por los artistas más acreditados del país.
En el 2003 fue invitada por el productor Ricardo Peña a concursar en el exitoso programa: La guerra de los sexos conducido por Daniel Sarcos y Viviana Gibelli; Castellanos hizo equipo junto a Estelita del Llano y Mirtha Pérez contra el equipo masculino integrado por el ya fallecido cantante Pecos Kanvas, el humorista apodado Er Conde del Guácharo y el actor Vicente Tepedino. Posteriormente, en el año 2005 tuvo una aparición especial en el mismo programa, esta vez en el segmento El Personaje Incógnito.

En 2006 fue participante de la segunda temporada de Bailando con las Estrellas de Venevisión.

### Logros
Mirla Castellanos tiene en su haber logros como el incorporar el estilo pop a la industria musical de Venezuela, además de ser pionera en el montaje de espectáculos con músicos, coros y bailarines. En México, el tema Maldito Amor de una de sus producciones estuvo seis semanas entre los 10 más colocados en las emisoras radiales de ese país en 1981.  
Por otra parte, en 1982 fue la artista invitada en la gala final de la 31.ª edición del Miss Universo, celebrado en el Coliseo Amauta en Lima (Perú). Formó parte del jurado del género internacional del Festival Internacional de la Canción de Viña del Mar en 1983 y presidió ese panel de jueces en 1985. 
Castellanos fue uno de los tres talentos suramericanos contratado por la compañía discográfica española Hispavox para la cual grabó entre 1980 y 1987, antes de su adquisición por la empresa EMI Music. 
En 1983 gracias al productor de espectáculos Joaquín Riviera, participa como figura principal en la clausura de los IX Juegos Panamericanos, realizados en Caracas, Venezuela entre el 14 y el 29 de agosto de 1983, junto a Guillermo Dávila y el grupo Unicornio, siendo el escenario principal el Estadio Olímpico de la UCV ubicado en la Ciudad Universitaria de Caracas, especialmente remodelado para este evento, además de ser usados también el Poliedro de Caracas, el Parque Naciones Unidas y el Estadio Brígido Iriarte. También ha sido una de las cantantes con más presentaciones en el Miss Venezuela.
Obtuvo el Disco de oro en Puerto Rico en 1984; actuó en la entrega del Premio Emmy Award Music realizado en Nueva York en 1985 y un año antes se convirtió en la única artista venezolana en obtener el Premio Billboard como "Mejor Baladista" por el disco Vuelve Pronto.
En 1985, participa en la grabación del disco "50 estrellas para 50 años", que reunía a conocidas artistas y cuyas ventas contribuirían a la creación de la Fundación Casa del Artista. Mirla Castellanos fue propuesta como presidenta de dicha institución, por el actor, productor y presentador Amador Bendayán, creador del proyecto, poco tiempo antes de morir, propuesta que fue aceptada por la presidencia de la República a cargo de Jaime Lusinchi. Este cargo lo desempeñó durante doce años a la par de su carrera artística. Ha participado también en otros espectáculos conjuntos para causas benéficas. 
En 1995 intentó incursionar en la política al postularse como candidata a la Alcaldía del Municipio Baruta, Estado Miranda en 1995, elección en la cual resultó ganadora la actriz ya retirada Ivonne Attas. Castellanos se arrepentiría de esta incursión.

### Vida personal
Mirla Castellanos estuvo casada con el actor, cineasta y productor televisivo Miguel Ángel Landa desde 1964 hasta 1976, tiempo en el cual Landa asumió su manejo artístico. Castellanos incursionó en la actuación en el programa humorístico musical titulado Él y Ella que transmitió Radio Caracas Televisión. Esta etapa concluyó tras su divorcio, en 1976. En este matrimonio tuvo a sus hijos: Miguel Ángel González y Dayana Landa, esta última destacó como actriz y humorista.
Luego de dos años de separación, la artista venezolana contrajo matrimonio con el empresario de origen español, Miguel Ángel Martínez, el 15 de diciembre de 1978 y quien toma las riendas de la carrera de Mirla Castellanos, emprendiendo así una etapa de internacionalización en la cual la artista logra la consagración en Latinoamérica, Estados Unidos y Europa, visitando con mucho éxito países como México, Estados Unidos, España, Chile, Colombia, República Dominicana, Puerto Rico, Argentina, Canadá y Venezuela, obteniendo diversos premios y galardones. Durante este matrimonio Mirla Castellanos tuvo su hija Yolanda José Martínez. Su segundo esposo, Miguel Ángel Martínez falleció el 17 de julio de 2024, en Madrid España rodeado de sus familiares. 

### Actualidad
Miembro fundadora de la agrupación Las Grandes de Venezuela, creada en 1996 por primeras figuras femeninas del canto venezolano. En agosto de 2009, Mirla Castellanos incursionó en el teatro con un monólogo escrito para ella por el dramaturgo y director de teatro Aníbal Grünn y en el que contaba lo que había sido su carrera artística. En 2010 participó como jurado del programa de televisión Yo sí canto. En diciembre de ese año celebró en el programa Súper Sábado Sensacional de Venevisión sus 50 años de carrera artística, celebración en la que también participaron algunas de sus colegas y recibió mensajes de sus amigos, los cantantes José José y Raphael.
En abril de 2011 se anunció el lanzamiento de su disco titulado The Primerísima Electronic, disco compacto que es una recopilación de los temas más conocidos de la intérprete en más de 50 años de carrera artística, con influencia de la música electrónica.
En mayo de 2011 se produce su segunda incursión teatral al participar en la Comedia Musical titulada “Véanlas Antes De Que Se Mueran”, en la cual Mirla Castellanos actuó con sus colegas, de exitosas carreras, Estelita Del Llano, Mirtha Pérez y Neida Perdomo y los actores Daniel Jiménez y Jossué Gil con un papel femenino por parte de este último. Este montaje se mantuvo por tres temporadas a petición del público, y se anunció que sería presentado en una gira nacional e internacional. Este montaje fue presentado a la par con una grabación de un CD en la cual participaron las cantantes mencionadas, bajo el nombre común de "Las Grandes de Venezuela, 15 Aniversario".
En febrero de 2012, la cantante participó en forma especial en el capítulo 159 de la telenovela venezolana, Natalia del mar, de la televisora Venevisión y el 3 de octubre de ese año, estuvo presente junto a otros artistas en un acto político a favor del entonces candidato presidencial Henrique Capriles Radonsky. Días después, anunció la producción de un libro acerca de su carrera artística escrito por el periodista Carlos Alarico Gómez.
Como parte de sus actividades artísticas en 2013, la cantante participó junto a vocalistas venezolanos y extranjeros en la producción por parte de las filiales colombiana y venezolana de la empresa Sony Music del álbum "Tributo a Simón Díaz" grabando el tema "Luna de Margarita", escrito por dicho compositor.
Para mayo de 2019, la artista realizó un concierto en el Cullen Wortham Center Houston  en honor al día de las Madres junto a la Orquesta Filarmónica Latinoamericana de Houston, en Texas (Estados Unidos), evento que contó además con la participación especial de Guillermo Dávila. Ya en Venezuela inició una gira de conciertos con el espectáculo musical titulado “Más Que Canciones”, evento que mantuvo un éxito que perduró por varios meses en los espacios del Centro Cultural BOD de Caracas y que contó con la participación de Delia Dorta, Antonietta, Hugo Carregal, Henrys Silva y Daniel Jiménez. Se espera para finales de este 2020 el inicio de nuevos conciertos de este espectáculo. 
En octubre de 2019 Mirla Castellanos volvió a su tierra natal, Valencia Estado Carabobo con un concierto a sala llena en el Teatro Municipal de Valencia, evento que fue preparado y contó con coros, bailarines, coreografías y orquesta, donde fue ovacionada por el público asistente y homenajeada por las autoridades de esa jurisdicción  al término del espectáculo, para esa ocasión La Primerísima hizo gala de su energía en los escenarios, de su constancia, disciplina y de su profesionalismo.
La Primerísima Mirla Castellanos desde finales de 2018, durante todo el 2019 e inicios de 2020 estuvo de gira por toda Venezuela con la obra teatral y musical “Renny Presente” junto al músico, actor y productor Daniel Jiménez.  La obra teatral está inspirada y basada en la vida y obra de Renny Ottolina, caracterizado por el actor Daniel Jiménez y la participación de Mirla Castellanos como ella misma, esta pieza ha tenido un éxito abrumador que la han conllevado a permanecer en funciones constantes por 3 años y ha sido valorada como una de las piezas de las tablas más exitosas de Venezuela y que al igual que el concierto “Más Que Canciones”, se espera para finales de 2020 su reapertura.

## Discografía parcial
Esta es una compilación parcial de la discografía de la cantante. Varias de estas grabaciones no se encuentran disponibles en la actualidad sino a través de compilaciones digitales.

### Discografía principal
| Año de publicación | Título                                           | Discográfica                                    |
| 1961               | Cante con Mirla                                  | Discos Hit Parade (Venezuela)                   |
| 1962               | Así es Mirla                                     | Velvet (Venezuela)                              |
| 1963               | Solamente Mirla                                  | Velvet (Venezuela)                              |
| 1964               | Dominique                                        | Velvet (Venezuela)                              |
| 1964               | Mirla                                            | Velvet (Venezuela)                              |
| 1965               | Y volvamos al Amor                               | Velvet (Venezuela)                              |
| 1967               | La nueva Mirla                                   | Velvet (Venezuela)                              |
| 1967               | Imprévu (Cantando llega el amor)                 | Velvet (Venezuela)                              |
| 1968               | Mirla Castellanos en Italia (Canta en italiano)  | Velvet (Venezuela)                              |
| 1968               | Mirla Castellanos en Italia (Versión en español) | Velvet (Venezuela)                              |
| 1969               | Ese Día Llegará                                  | Velvet (Venezuela)                              |
| 1969               | Historia Musical de...                           | Velvet (Venezuela)                              |
| 1970               | La ventana iluminada                             | Velvet (Venezuela).                             |
| 1972               | Mirla & Miguelangel Presentan: El Y Ella Musical | La Discoteca-Top Hits (Venezuela)               |
| 1974               | Mirla                                            | Discos Yare/Suramericana del Disco (Venezuela). |
| 1977               | Mirla 78                                         | Corporación Los Ruices (Venezuela).             |
| 1978               | Mirla 79                                         | Corporación Los Ruices (Venezuela).             |
| 1979               | Mirla En Grande... 1980                          | Corporación Los Ruices (Venezuela).             |
| 1980               | Mirla en Vivo                                    | La Discoteca-Top Hits (Venezuela).              |
| 1981               | Mirla Castellanos                                | Hispavox (España).                              |
| 1982               | Hagan juego                                      | Hispavox (España).                              |
| 1983               | Vuelve pronto                                    | Hispavox (España).                              |
| 1984               | 16 Grandes Éxitos                                | Hispavox (España).                              |
| 1985               | Así es la vida                                   | Hispavox (España).                              |
| 1988               | Amo este amor                                    | Rodven Discos (Venezuela).                      |
| 1991               | Como nunca                                       | Rodven Discos (Venezuela).                      |
| 1991               | Ponche Crema, Edición Especial : 90 años         | Producción Independiente (Venezuela)            |

### Reediciones y recopilaciones
| Año de publicación | Título                                       | Discográfica                            |
| 1969               | Historia musical de La Primerísima           | Velvet (Venezuela)                      |
| 1971               | Mirla ganadora del Festival de la Onda Nueva | Velvet (Venezuela)                      |
| 1992               | Venezuela                                    | Rodven Discos (Venezuela).              |
| 2002               | 40 años, 40 éxitos: Mirla Castellanos        | Velvet Música de Venezuela.             |
| 2008               | Mirla Castellanos 78                         | Musart-Balboa Records (México)          |
| 2008               | Mirla Castellanos 79                         | Musart-Balboa Records (México)          |
| 2009               | Vuelve al hogar                              | Musart-Balboa Records (México)          |
| 2009               | Algo de mí                                   | Musart-Balboa Records (México)          |
| 2013               | Mirla                                        | Suramericana del Disco-Yare (Venezuela) |
| 2017               | Mirla Castellanos                            | Warner Music Spain                      |
| 2017               | Así es la vida                               | Warner Music Spain                      |
| 2018               | Señor Juez                                   | Warner Music Spain                      |

### Participaciones
| Año de publicación | Título                    | Artista         | Discográfica               |
| 1982               | Juntos Otra Vez           | Varios Artistas | Hispavox (España)          |
| 1985               | 50 Estrellas para 50 Años | Varios Artistas | Rodven Discos (Venezuela). |
| 1987               | Corre la Voz              | Varios Artistas | Rodven Discos (Venezuela). |
| 2014               | Tributo a Simón Díaz      | Varios Artistas | Sony Music/EPA (Venezuela) |

## Filmografía
- Un soltero en apuros (1964) - Ella Misma
- Carnaval en San Juan (1965)
- Cantando llega el amor (1966)
- Él y Ella (1971-1976)
- Valentina (1975)
- Adorable Mónica (1990) - Actuación Antagónica
- La guerra de los sexos (2003) - Concursante del equipo femenino
- Bailando con las estrellas (2006) - Participante
- Natalia del mar (2012) - Actuación Especial